# Bernau bei Berlin
För andra betydelser, se Bernau.
Bernau bei Berlin är en stad i länet Barnim i det tyska förbundslandet Brandenburg. Bernau ligger ungefär 10 kilometer nordost om Berlins stadsgräns,.

## Geografi
Bernau ligger 22 km nordost om centrala Berlin, vid ån Panke, ett biflöde till Spree som rinner samman med Spree i Berlin.
|                         |
| Pulverturm (Kruttornet) |

|                                                       |
| Korsvirkeshus och plattenbauten på Hohe Steinstrasse. |

|                             |
| Stadens kyrka, Mariakyrkan. |

## Historia

### Medeltida hantverksstad
Arkeologiska fynd visar att området är bebott sedan stenåldern.  Staden grundades under början av 1200-talet, men på grund av att de flesta äldre dokument gått förlorade i de stora stadsbränderna 1406 och 1484 finns inga dokument rörande stadens grundande bevarande.  Bernau var under medeltiden en viktig vävar- och ölbryggarstad och stadens öl exporterades även utanför regionen. Flera stora byggnadsverk från sen medeltid och renässansen, framför allt stadens välbevarade ringmur och Mariakyrkan, påminner om stadens betydelse i området. Trettioåriga kriget och pestutbrott slog under 1600-talet hårt mot staden, och för att få fart på stadens ekonomi lät Fredrik III av Brandenburg 25 franska hugenottfamiljer bosätta sig i staden år 1699.

### 1800–1945
Staden blomstrade åter upp i samband med anslutningen till järnvägsnätet 1842, då första sträckningen av järnvägen Berlin-Stettin (nuvarande Szczecin i Polen) byggdes.  Omkring den äldre stadskärnan och ringmuren växte en ring av Gründerzeit-byggnader med utsmyckade fasader upp. 1924 fick staden världens första elektriska pendeltåg (S-Bahn) som sammanband Bernau med Berlin.
Under andra världskriget fanns ett straffläger tillhörande koncentrationslägret Sachsenhausen i staden, med omkring 300 tvångsarbetare.  Sedan 1949 finns ett monument över offren vid järnvägsstationen.  Bernau klarade sig huvudsakligen oskatt undan krigsförstörelse.

Breitscheidstraße
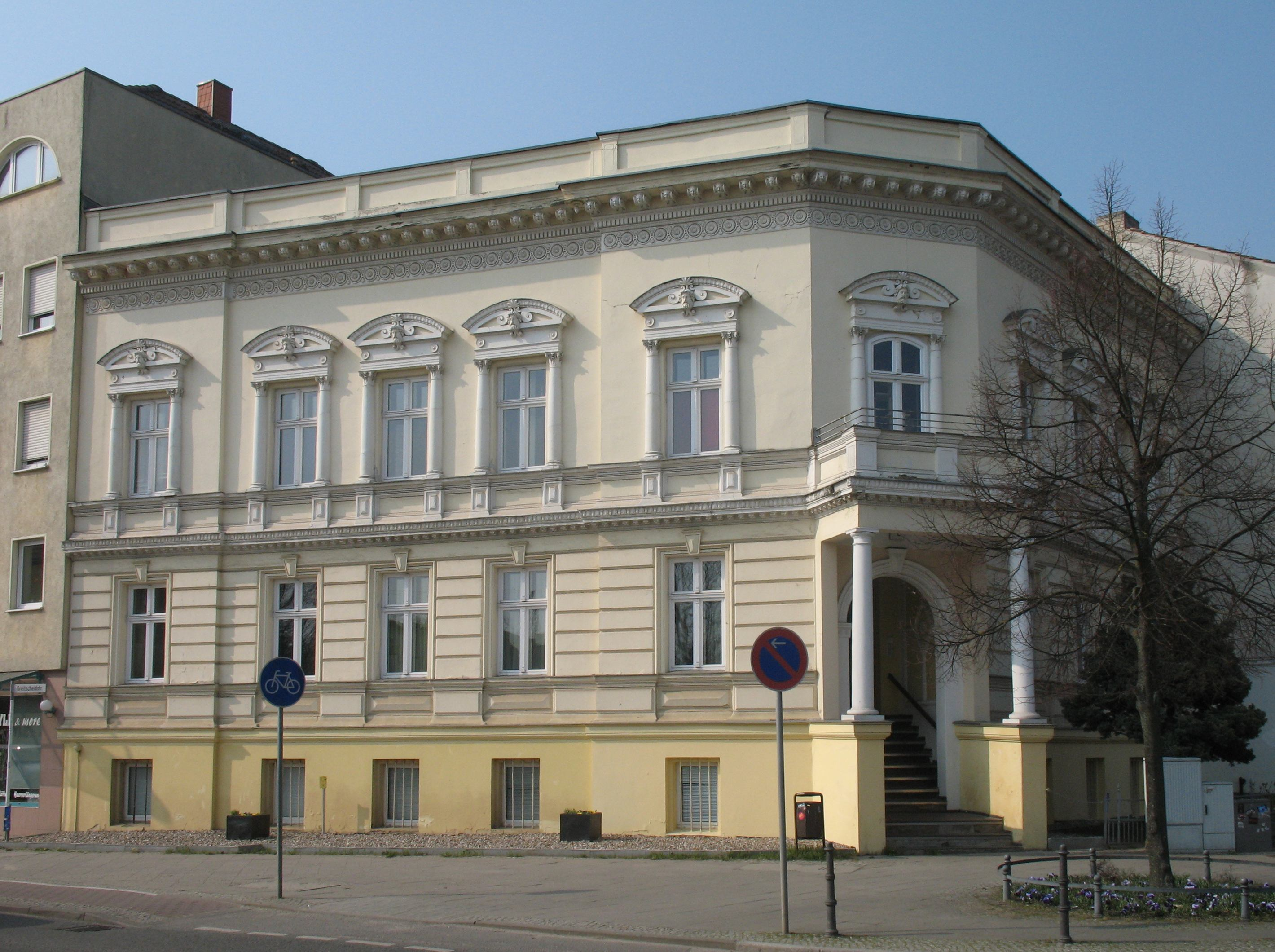
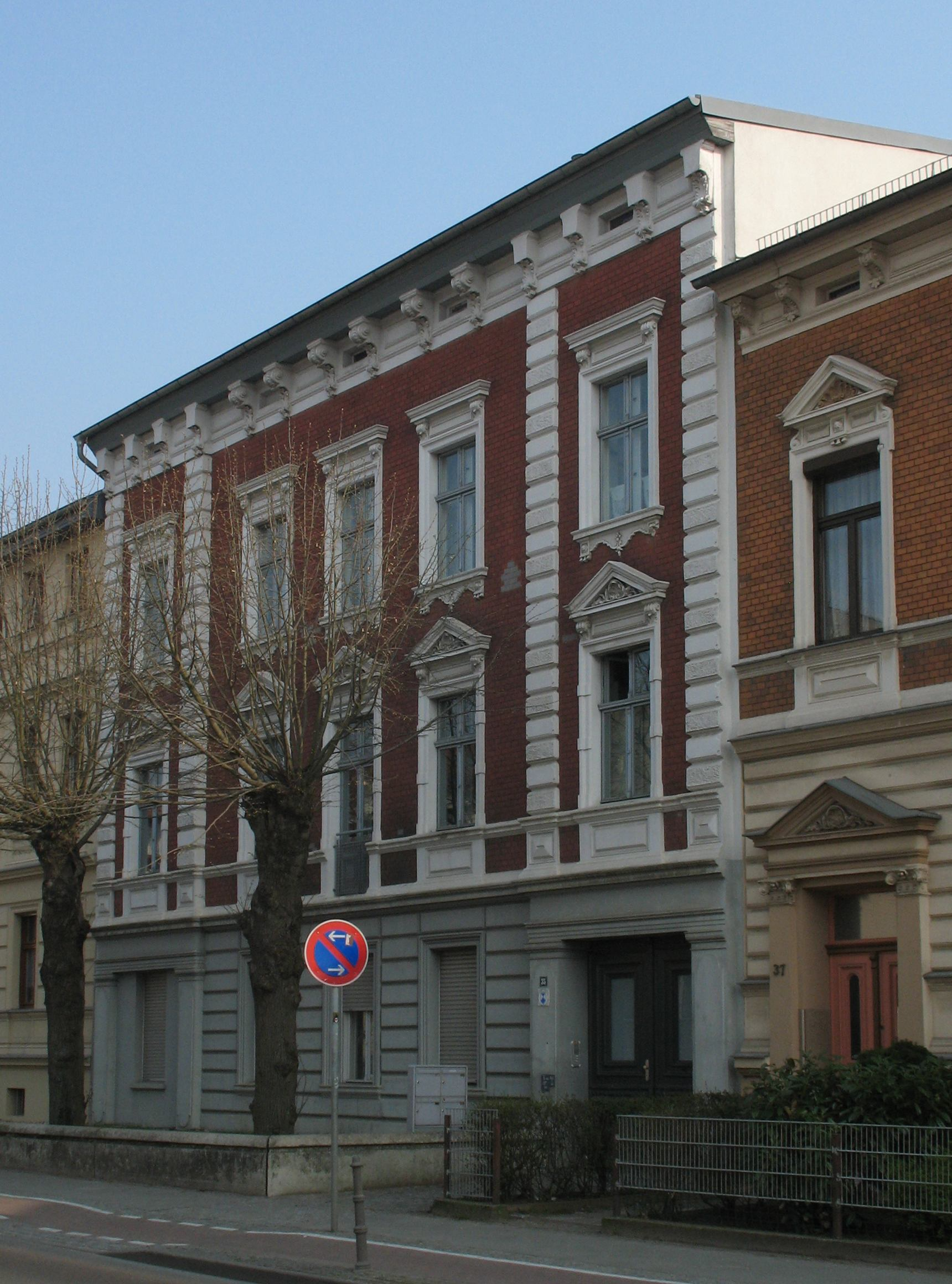
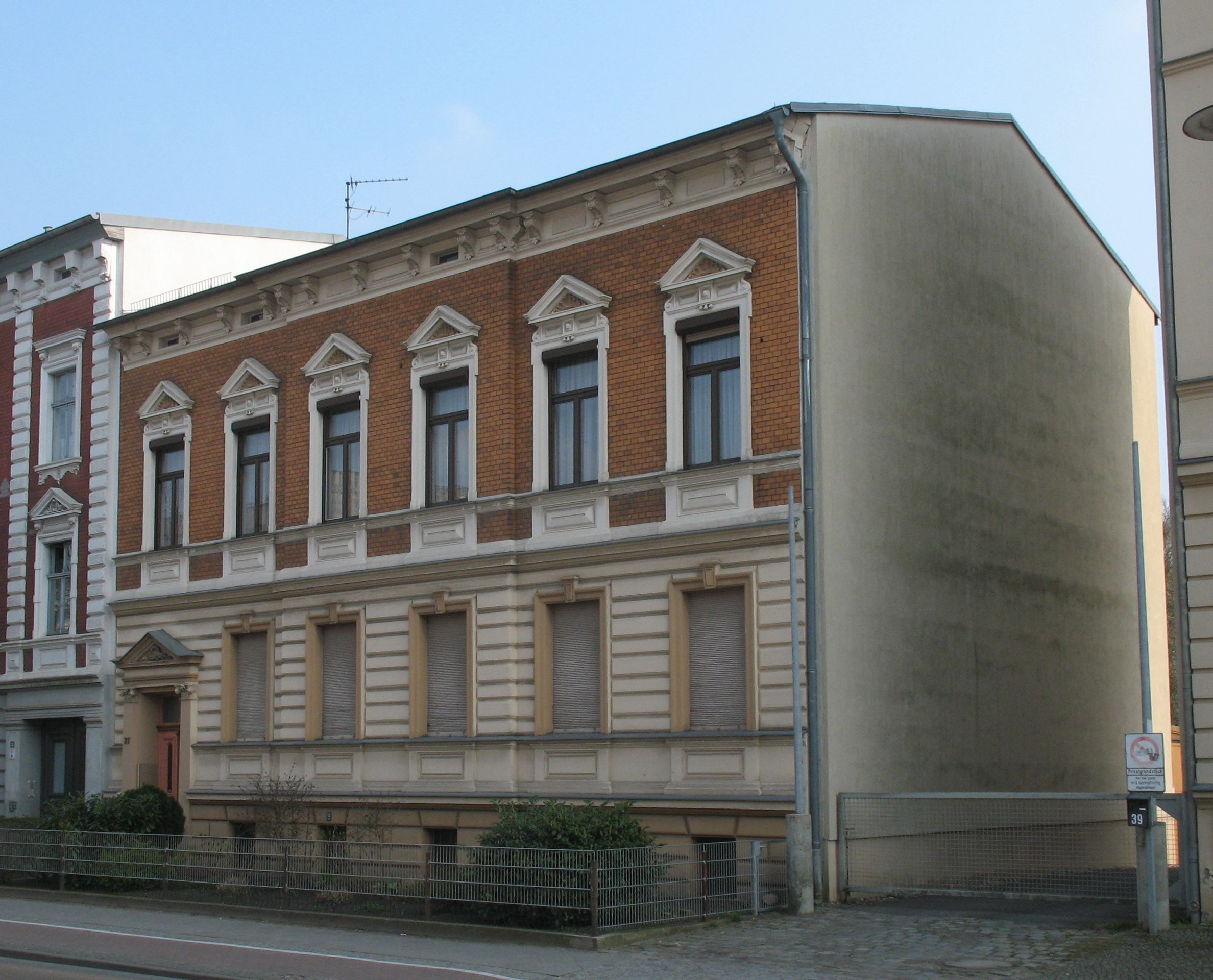
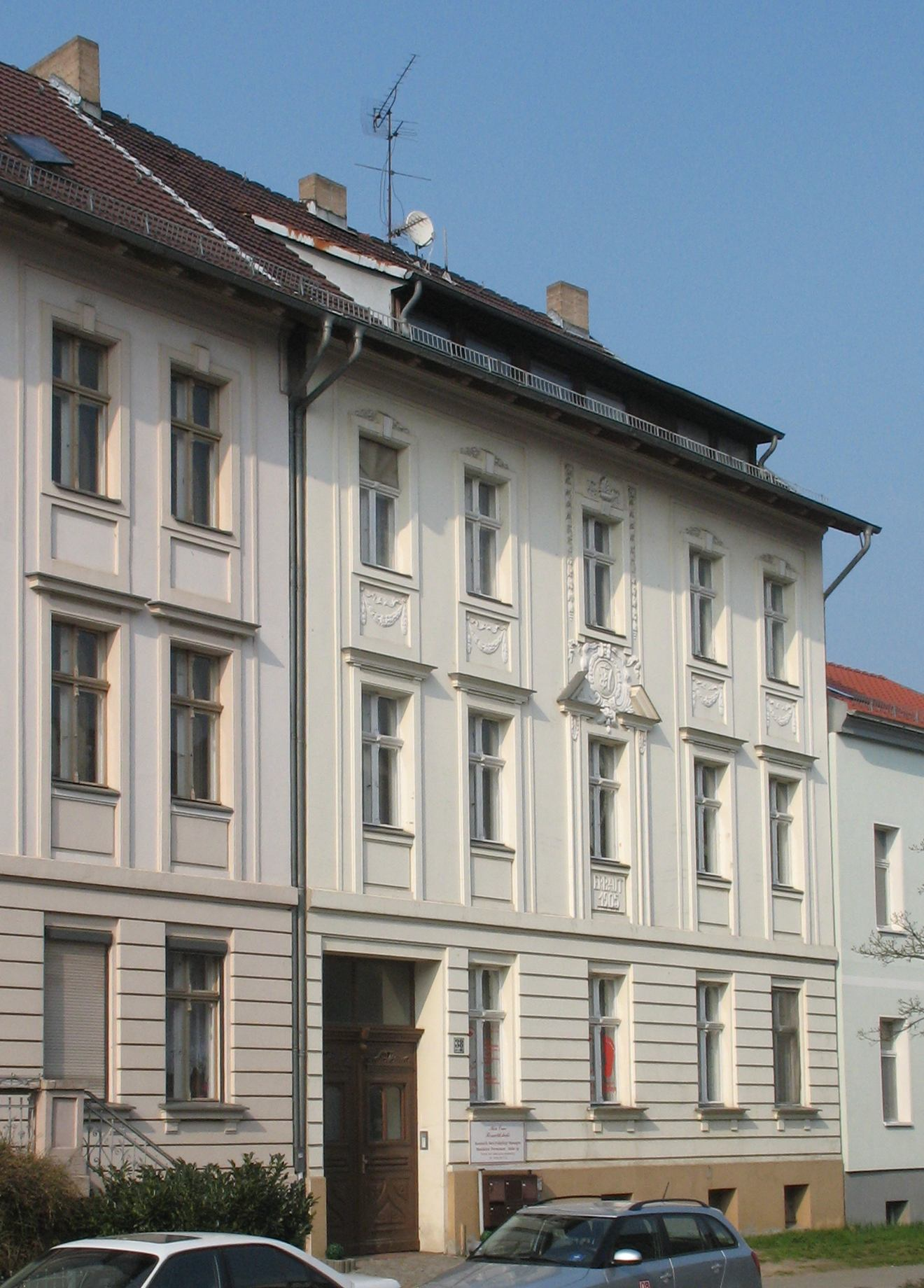
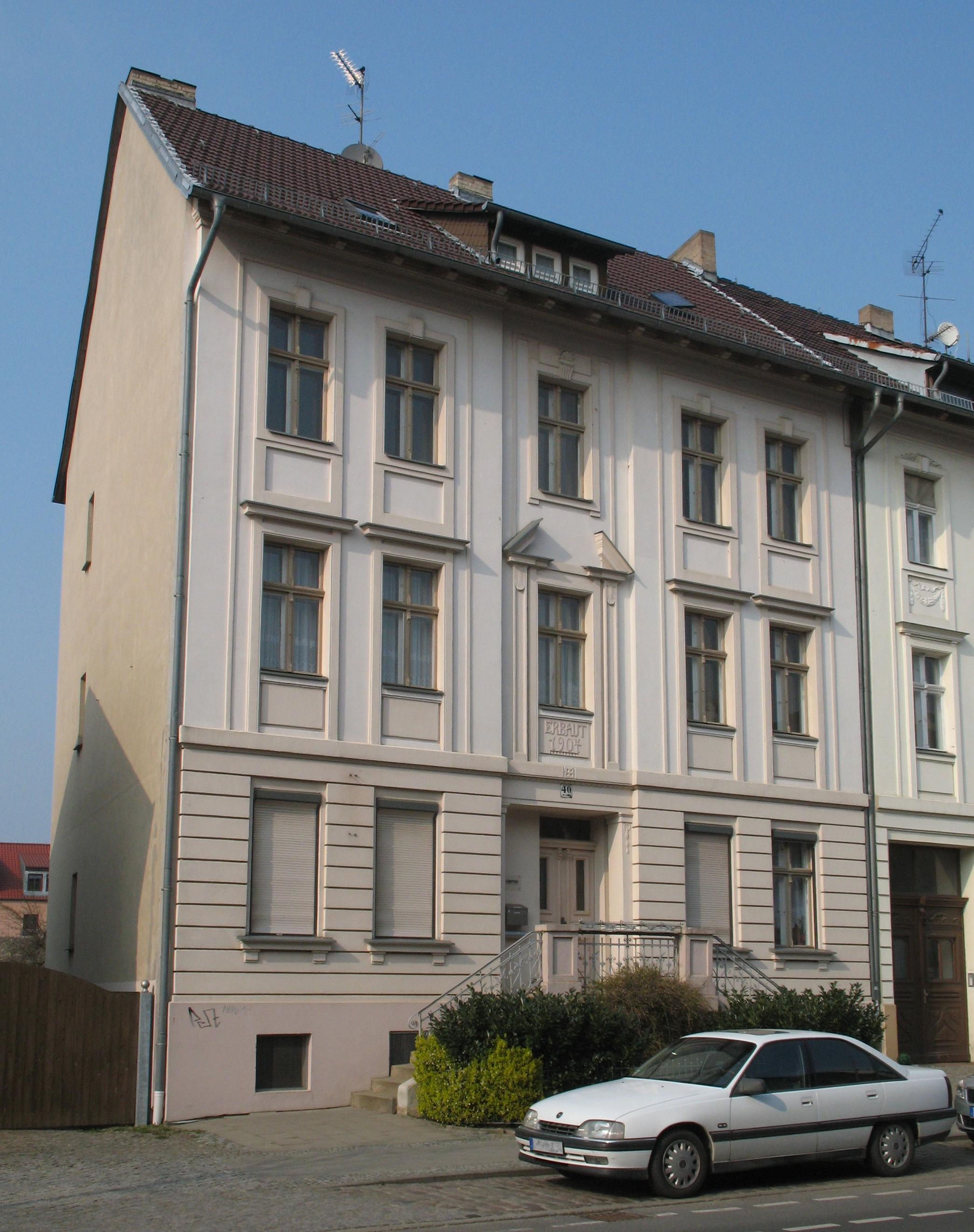
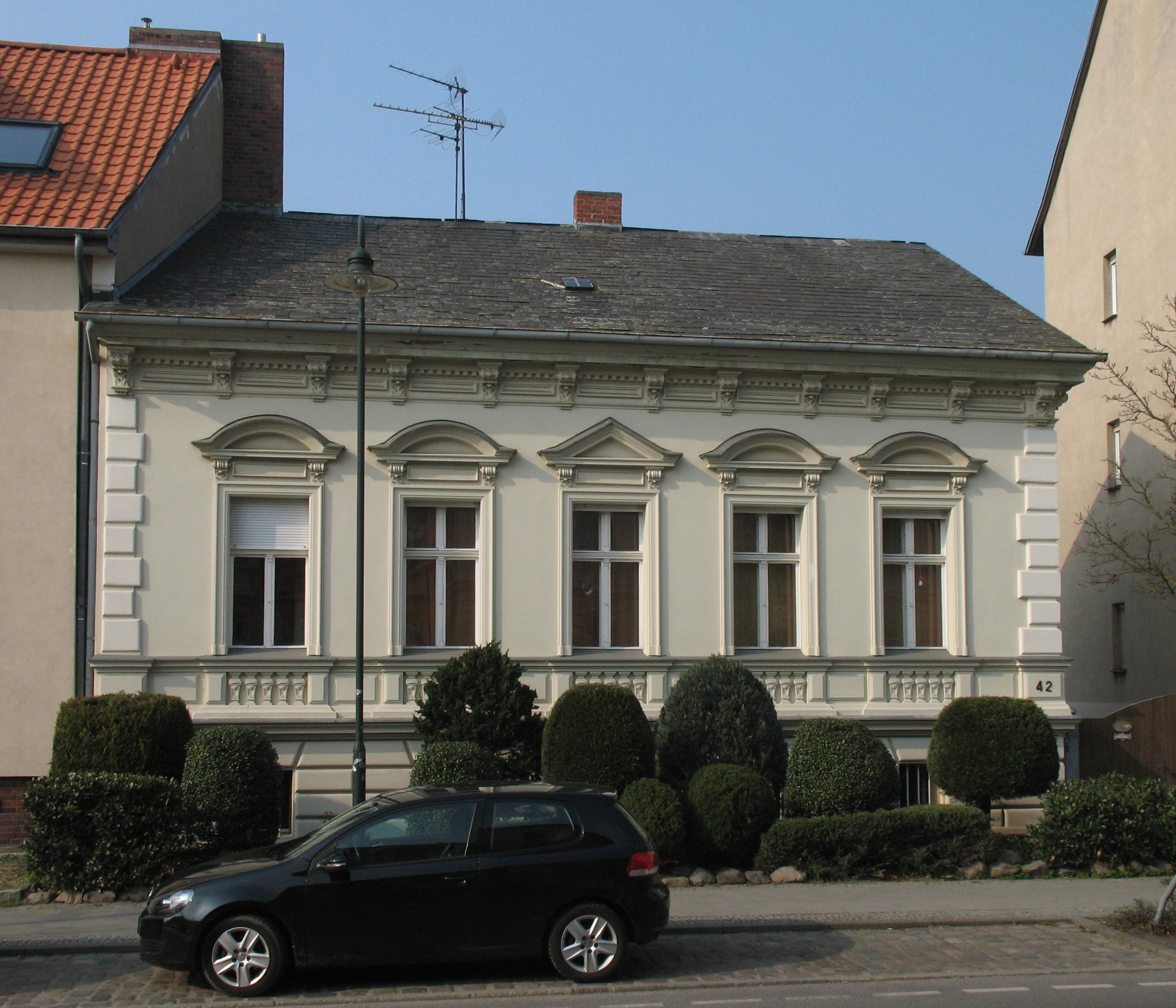
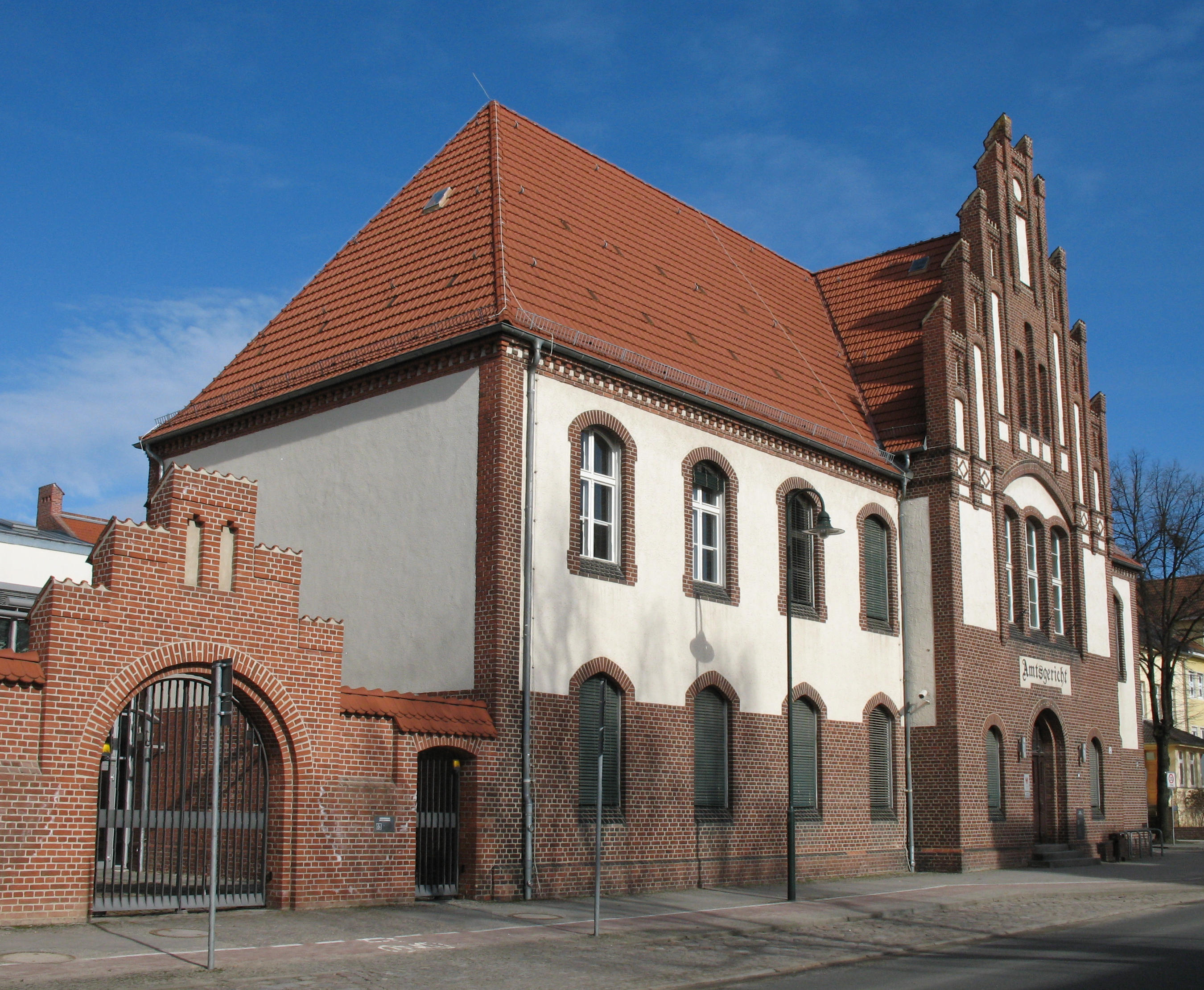
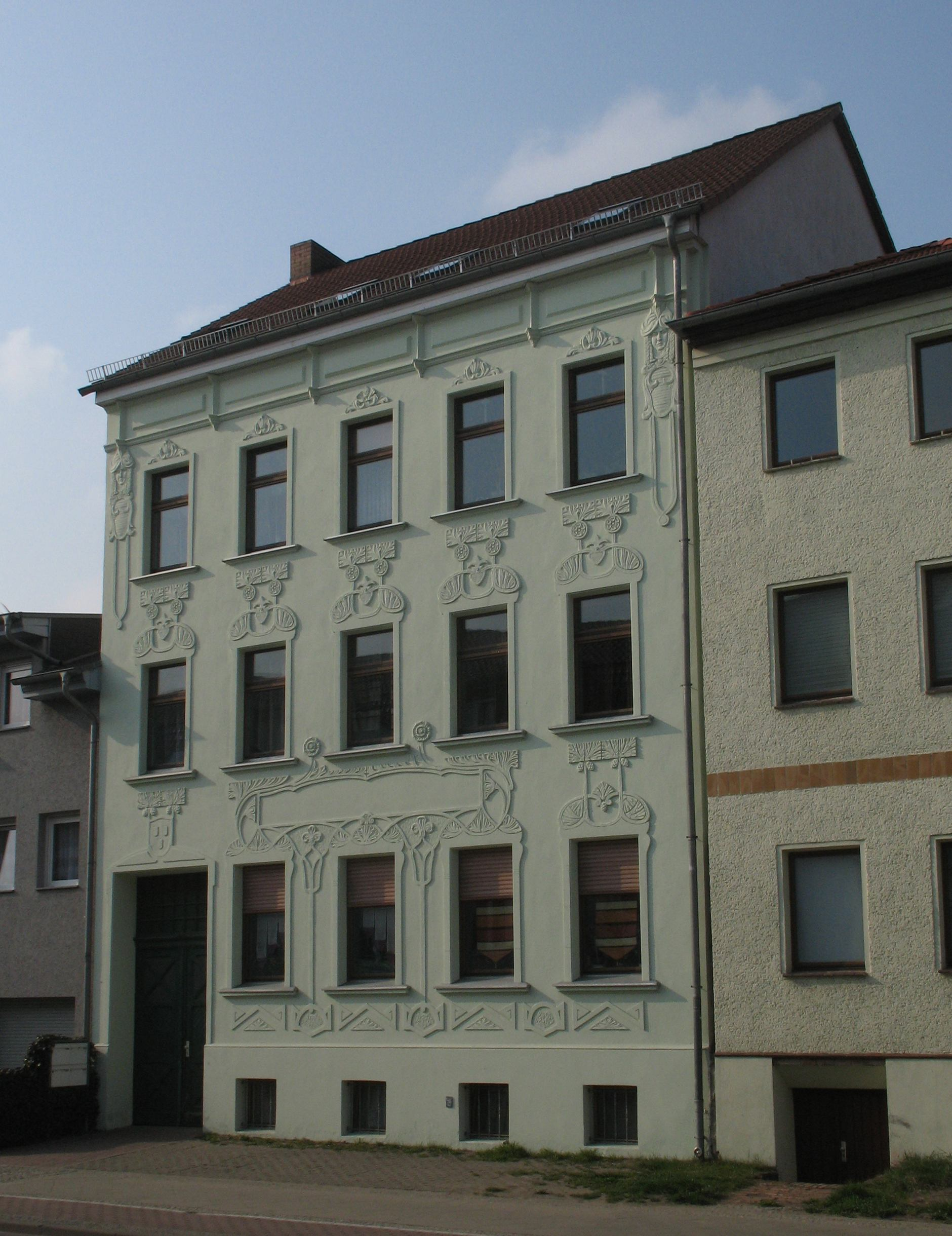

### Efter 1945
Staden tillhörde från 1952 under DDR-epoken Landkreis Niederbarnim i Bezirk Frankfurt (Oder).  Under 1980-talet revs flera kvarter med äldre korsvirkeshus i stadens centrum för att ersättas med Plattenbauten, då en renovering ansågs för kostsam.  I staden fanns den 90:e sovjetiska pansardivisionen stationerad.
Under Östtyskland byggdes i utkanten av staden området Waldsiedlung, ett bostadsområde för SED-partitopparna och landets högsta ledning, med omfattande säkerhetsarrangemang och avspärrningar.
Sedan Tysklands återförening 1990 tillhör staden förbundslandet Brandenburg, sedan 1993 Landkreis Barnim.  Staden kallas sedan länge Bernau bei Berlin för att skilja den från andra orter med namnet Bernau och sedan 1999 är Bernau bei Berlin stadens officiella namn.  Befolkningen har sedan 1990 stadigt ökat på grund av inflyttning och sammanslagning med närliggande småorter.

## Näringsliv
Bernaus näringsliv domineras helt av småföretag inom tjänstesektor och handel.  Närheten till Berlin och de goda kommunikationerna gör att staden har karaktär av en sovstad till Berlin, och många invånare pendlar dagligen till centrala Berlin.  Staden har historiskt haft många bryggerier, men idag finns inga kvar och även de ölsorter som har namn efter Bernau bryggs på andra platser.

## Kommunikationer
Staden har en järnvägsstation, Bahnhof Bernau bei Berlin, som är slutstation för Berlins pendeltåg, linje S2.  Vid stationen stannar även regionaltåget RE 3 i riktning mot Berlin-Elsterwerda, Angermünde-Schwedt, Angermünde-Stralsund, samt RB 60 mot Wriezen och Frankfurt an der Oder.
I närheten av staden passerar Bundesautobahn 11 från Berlin i riktning mot Prenzlau och Szczecin, samt Bundesstrasse 2 mellan Berlin och Schwedt.

## Befolkning
- Befolkningsutvecklingen i de nuvarande gränserna (Blå linje: Befolkning—Prickade linjen: Jämförelse med utvecklingen av Brandenburg—Grå bakgrund: Period av Nazi styre—Röd bakgrund: Period av kommunistiskt styre)
- Aktuella befolkningsutveckling (blå linjen) och prognoser (prickade linjen).

| År   | Invånare |
| ---- | -------- |
| 1875 | 8 060    |
| 1890 | 9 583    |
| 1910 | 12 364   |
| 1925 | 13 403   |
| 1933 | 17 671   |
| 1939 | 20 256   |
| 1946 | 19 678   |
| 1950 | 20 482   |
| 1964 | 20 545   |
| 1971 | 20 511   |

| År   | Invånare |
| ---- | -------- |
| 1981 | 24 318   |
| 1985 | 25 386   |
| 1989 | 25 145   |
| 1990 | 24 532   |
| 1991 | 24 491   |
| 1992 | 24 693   |
| 1993 | 24 744   |
| 1994 | 24 913   |
| 1995 | 25 428   |
| 1996 | 27 208   |

| År   | Invånare |
| ---- | -------- |
| 1997 | 29 609   |
| 1998 | 31 231   |
| 1999 | 32 506   |
| 2000 | 33 086   |
| 2001 | 33 507   |
| 2002 | 33 882   |
| 2003 | 34 379   |
| 2004 | 34 995   |
| 2005 | 35 235   |
| 2006 | 35 546   |

| År   | Invånare |
| ---- | -------- |
| 2007 | 35 859   |
| 2008 | 36 059   |
| 2009 | 36 154   |
| 2010 | 36 338   |
| 2011 | 35 843   |
| 2012 | 36 020   |
| 2013 | 36 222   |
| 2014 | 36 547   |
| 2015 | 37 169   |
| 2016 | 37 725   |

| År   | Invånare |
| ---- | -------- |
| 2017 | 38 194   |
| 2018 | 38 825   |
| 2019 | 40 031   |
| 2020 | 40 908   |

## Kända Bernaubor
Följande personer är födda i Bernau:
- Jacobus Bergemann (1527-1595), livläkare åt Joakim II av Brandenburg och professor vid universitetet i Frankfurt an der Oder.
- Hans-Jürgen Buchner (född 1944), musiker och kompositör.
- Peter Hempel (född 1959), kanotist, flerfaldig världsmästare i K-4 för Östtyskland.
- Charlotte Mäder (1905-?), friidrottare.
- Georg Rollenhagen (1542-1609), författare och pedagog.